# Cu toții la surf!
Cu toții la surf! (în engleză: Surf's Up) este un film de animație din 2007, produs de Columbia Pictures și Sony Pictures Animation și distribuit de Sony Pictures Releasing. Este regizat de Ash Brannon și Chris Buck. Filmul prezintă vocile lui Shia LaBeouf, Jeff Bridges, Zooey Deschanel, James Woods, Jon Heder și alții. Premiera românească a avut loc pe 28 septembrie 2007 în varianta subtitrată, fiind distribuit de Intercom Film Distribution.

## Prezentare
Filmul descrie cu elan culisele unei competiții de surf între pinguini. Bazat pe incredibila revelație că pinguinii sunt de fapt cei care au inventat acest sport, "Cu toții la surf!" spune povestea unei echipe de specialiști în documentare care filmează în culisele celei mai tensionate, sfâșietoare și periculoase competiții de surf cunoscute vreodată, Penguin World Surfing Championship. Personajul principal este Cody Maverick, un surfer amator care participă pentru prima oară la competiție. De mic fiind pasionat de surf, Cody nu-și ratează șansa vieții: aceea de a deveni campion și de a se face cunoscut drept cel mai mare surfer, dar pentru asta va avea nevoie de tot curajul din lume.

## Distribuție
- Shia LaBeouf – Cody Maverick
- Jeff Bridges – Zeke 'Big Z' Topanga/Geek
- Zooey Deschanel – Lani Aliikai
- Jon Heder – Chicken Joe
- James Woods – Reggie Belafonte
- Diedrich Bader – Tank 'The Shredder' Evans
- Mario Cantone – Mikey Abromowitz
- Kelly Slater – Kelly
- Rob Machado – Rob
- Sal Masekela – SPEN Announcer
- Ash Brannon – Moviemaker
- Chris Buck – Moviemaker
- Brian Posehn – Glen Maverick
- Dana Belben – Edna Maverick
- Reed Buck – Arnold
- Reese Elowe – Kate
- Jack P. Ranjo – Smudge
- Matthew W. Taylor – Ivan/Glen's Buddy